# Тирке (гора)

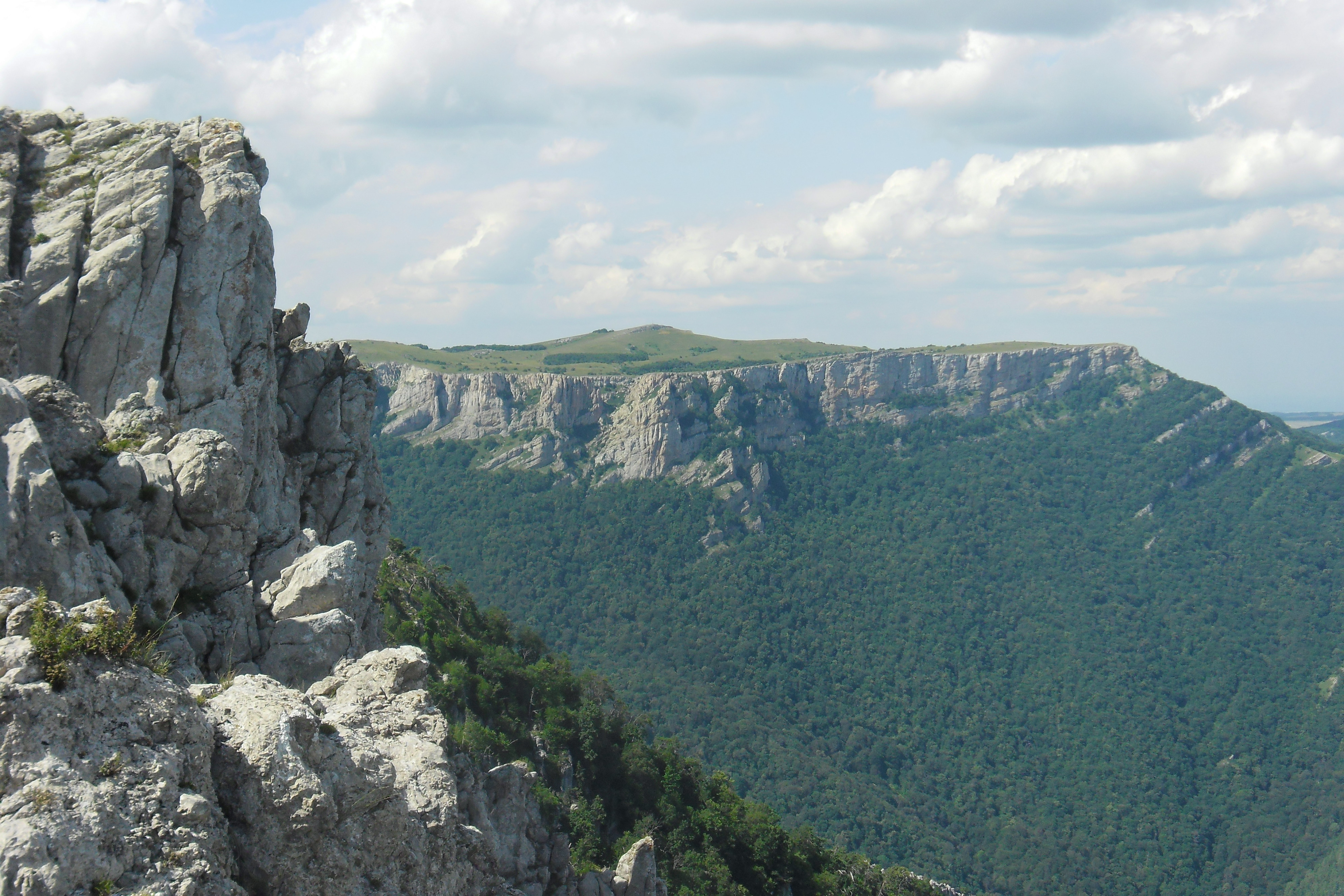
Довга гора і гора Тирке (вершина — задній план, по центру) і Стіл-Гора (праворуч), яка обривається в ущелину Хапхал.

Тирке́, Тіркє́ (крим. Tirke) — гора в Криму, у складі Тирке-яйли (на північному сході яйли). Вершина куполоподібна. В 6 км на півн.-захід від села Улу-Озен (Генеральське), Ялтинського району АРК.
Висота гори — 1283 м.